# Ayaz Bozoglu

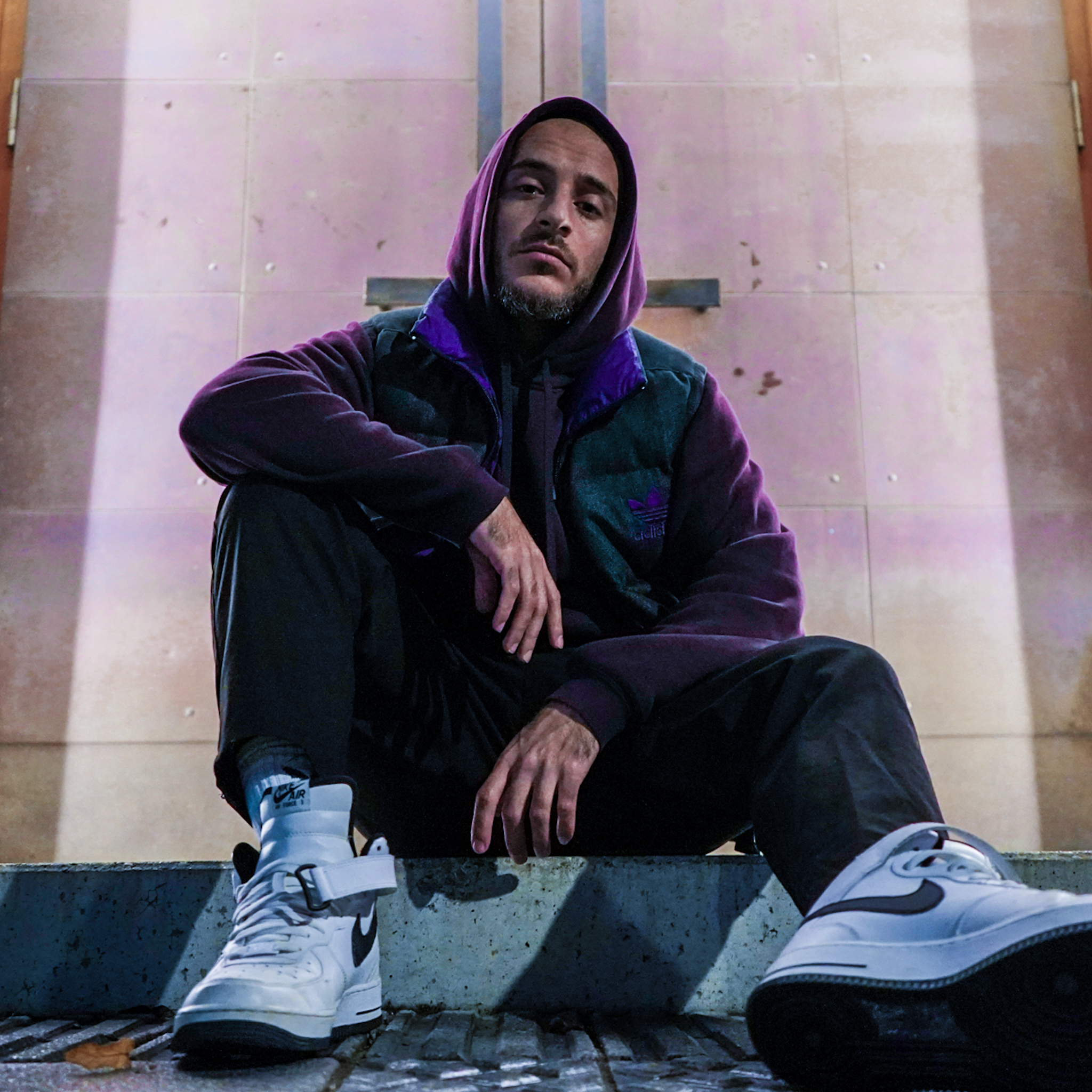
Ayaz Bozoglu (2019)

Ayaz Bozoglu (* 14. Oktober 1990 in Augsburg), kurz auch Ayaz, ist ein deutscher Tänzer, Tanzlehrer, Choreograf und Unternehmer mit türkischen Wurzeln. Er war 2014 mit seiner DMA Crew Finalist der zweiten Staffel der Tanz-Castingshow Got To Dance und gewann als Solo 2018 die süddeutsche Meisterschaft im HipHop.

## Leben
Bozoglu wurde in Augsburg geboren und wuchs im Stadtteil Oberhausen auf. In seiner Jugend spielte er Fußball unter anderem für den TSV Schwaben Augsburg und den TSV Gersthofen. Mit 16 Jahren begann er mit dem Tanzen. 2011 beendete er seine schulische Ausbildung am Paul-Klee-Gymnasium Gersthofen mit der allgemeinen Hochschulreife. Im Anschluss arbeitete er bis August 2017 bei Foot Locker und finanzierte damit seine angehende Selbstständigkeit und seinen Lebensunterhalt.

## TV-, Casting- und Bühnenshows
2012 nahm Ayaz mit seiner DMA Crew bei Yetenek Sizsiniz, dem türkischen Pendant des Supertalents, teil und erreichte dort das Halbfinale. Als Choreograf und Tänzer der DMA „Oldmen“ Crew schaffte es Ayaz 2014 in das Finale von Got To Dance, mit den Juroren Nikeata Thompson, Palina Rojinski und Howard Donald. Das Finale wurde in Augsburg live im Kino übertragen. Im selben Jahr trat die Gruppe als einzige der Got To Dance Acts von 2014, auch im ZDF Fernsehgarten auf.
2016 choreografierte und tanzte Ayaz beim zehnjährigen Jubiläum von Das Supertalent mit und erhielt für seine DMA Bigmen Crew dreimal Ja von Dieter Bohlen, Victoria Swarovski und Bruce Darnell.
Das Oldmen Konzept wurde unter dem Namen DMA Oldmen Stories 2017 im ausverkauften Augsburger Parktheater als 90-minütiges Musical aufgeführt. Ayaz übernahm hier die künstlerische Leitung und die Rolle des Protagonisten.
Direkt nach seinem Abitur eröffnete Ayaz 2011 mit zwei weiteren Partnern sein erstes eigenes Tanzstudio. 2015 gründete er ein eigenes Modelabel für Tänzer (Overskill) und organisierte 2016 unter dem Namen Dance Originals das internationale Workshopevent European Allstar Camp. Hier brachte er 2016, 2017 und 2018  Namen der urbanen Tanzszene zusammen. Unter anderem waren Choreografen und Tänzer von Beyonce, Justin Bieber, Justin Timberlake und Rihanna dabei. 2016 und 2017 expandierte er mit den DMA Dance Studios und eröffneten zwei weitere Standorte in Süddeutschland. 2018 übernahm Ayaz, noch eine weitere Tanzschule in Weilheim in Oberbayern und vergrößerte sein Portfolio auf vier Studios. Im Oktober 2021 kam ein weiterer Standort hinzu (DMA Neu-Ulm). 
Im Jahr 2018 gewann Ayaz die Süddeutsche Meisterschaft im HipHop und qualifizierte sich als Finalist der deutschen für die Weltmeisterschaft. Die Teilnahme musste er verletzungsbedingt absagen. 

## Referenzen
- Medienpreis Kongresszentrum Augsburg 2014 (Choreograf/Tänzer)
- Amazon Germany Tour 2014 (Choreograf/Tänzer)
- VR Bank 2015 (Choreograf/Tänzer)
- Rot Kreuz Ball Salzburg 2015 (Choreograf/Tänzer)
- Casino Velden 2015 (Choreograf/Tänzer)
- Dance & Show Night Dorfen 2016 (Choreograf/Tänzer)
- PM International Congress Center Rosengarten Mannheim 2016 (Choreograf/Tänzer)
- Asset Gruppe Augsburg 2016 (Choreograf/Tänzer)
- Wohlfahrtswerk Esslingen Neckarforum 2017 (Choreograf/Tänzer)
- Bayern München Basketball Audi Dome München 2018 (Tänzer)
- Pan Tau Filmproduktion Bavaria Filmstudios München 2019 (Tänzer)
- Meta Finanz Showpalast München 2020 (Tänzer)